# Брилино
Бри́лино (рос. Брылино) — село у складі Каргапольського району Курганської області, Росія. Входить до складу Чашинської сільської ради.
Населення — 568 осіб (2010, 635 у 2002).
Національний склад населення станом на 2002 рік: росіяни — 97 %.
Раніше існувало 2 населених пункти — Брилино та Мале Брилино.